# Macmot bụng vàng
Macmot bụng vàng (danh pháp khoa học: Marmota flaviventris) là một loài động vật có vú trong họ Sóc, bộ Gặm nhấm. Loài này được Audubon & Bachman mô tả năm 1841.
Macmot bụng vàng thường có trọng lượng từ 1,6 đến 5,2 kg (3,5 đến 11 lb) khi phát triển đầy đủ. Chúng trở nên béo hơn vào mùa thu trước khi ngủ đông.

## Phân bố và môi trường sống
Macmot bụng vàng sinh sống ở miền Tây Hoa Kỳ và phía tây nam Canada, bao gồm các dãy núi Rocky và Sierra Nevada. Chúng sinh sống ở thảo nguyên, đồng cỏ, các bãi dốc và môi trường sống mở khác, đôi khi trên các cạnh của rừng cây rụng lá hoặc lá kim, và thường ở độ cao hơn 2000.
Lãnh thổ của chúng là khoảng 4 đến 7 mẫu Anh (2 đến 3 ha) xung quanh một số hang hốc của mùa hè. Chúng chọn để đào hang dưới đá bởi vì động vật ăn thịt ít có khả năng để phát hiện hang của chúng. Các loài săn mồi bắt loài macmot này bao gồm chó sói, cáo, chó sói, và con người và chó. Khi một con macmot bụng vàng nhìn thấy một động vật ăn thịt, nó kêu lên để cảnh báo tất cả các macmot khác trong khu vực (do đó nó có biệt danh "heo còi"). Sau đó, chúng thường ẩn trong một đống đá gần đó.

## Hình ảnh

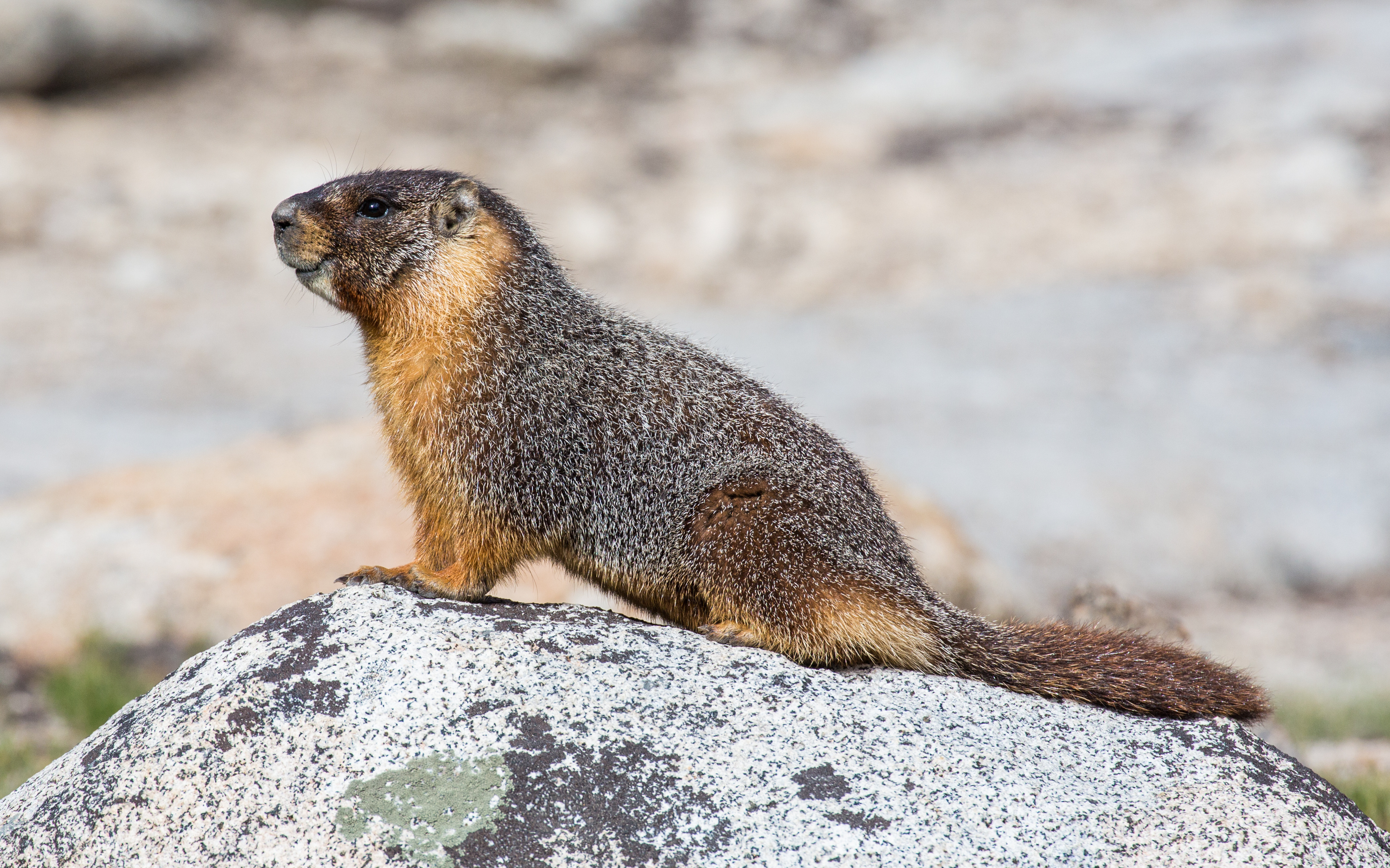
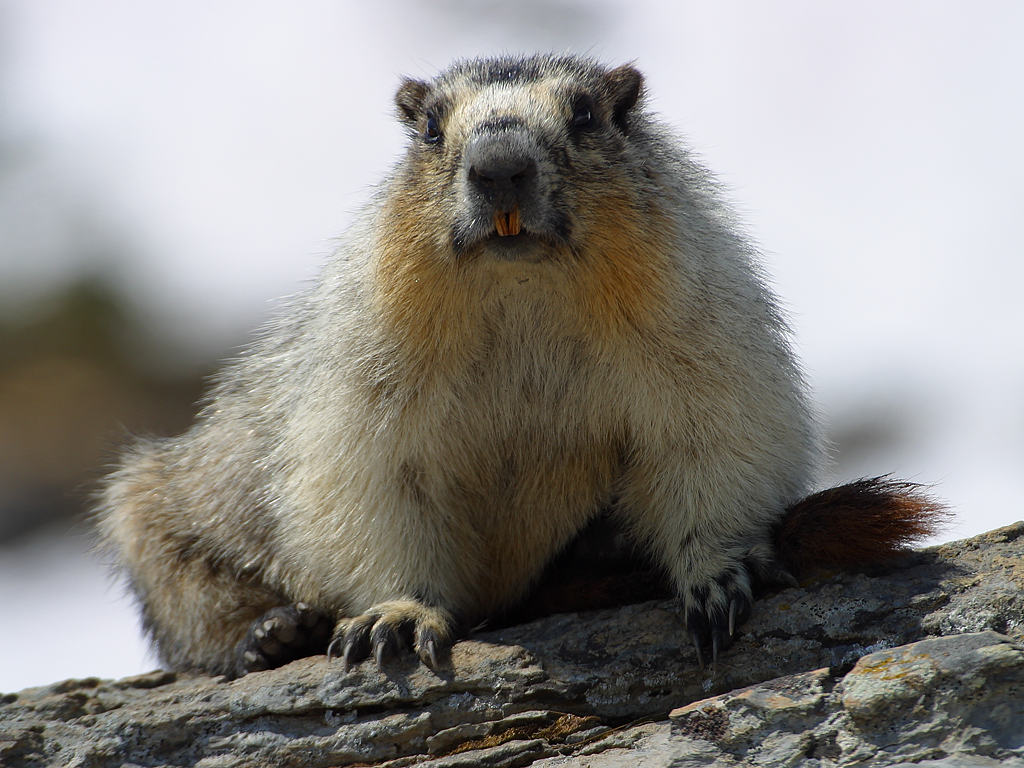
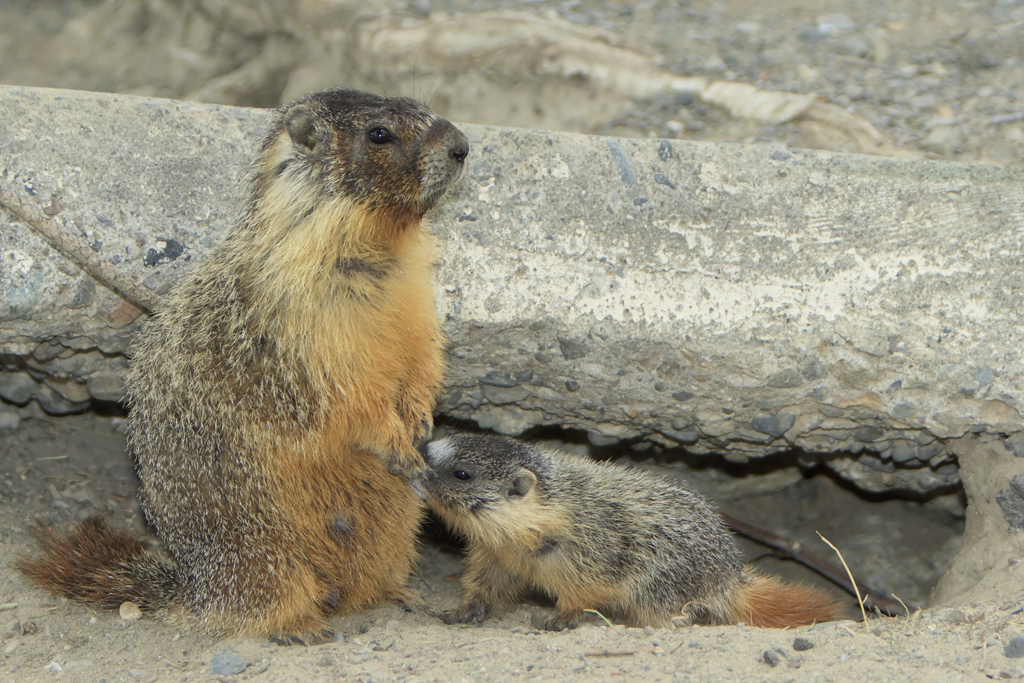
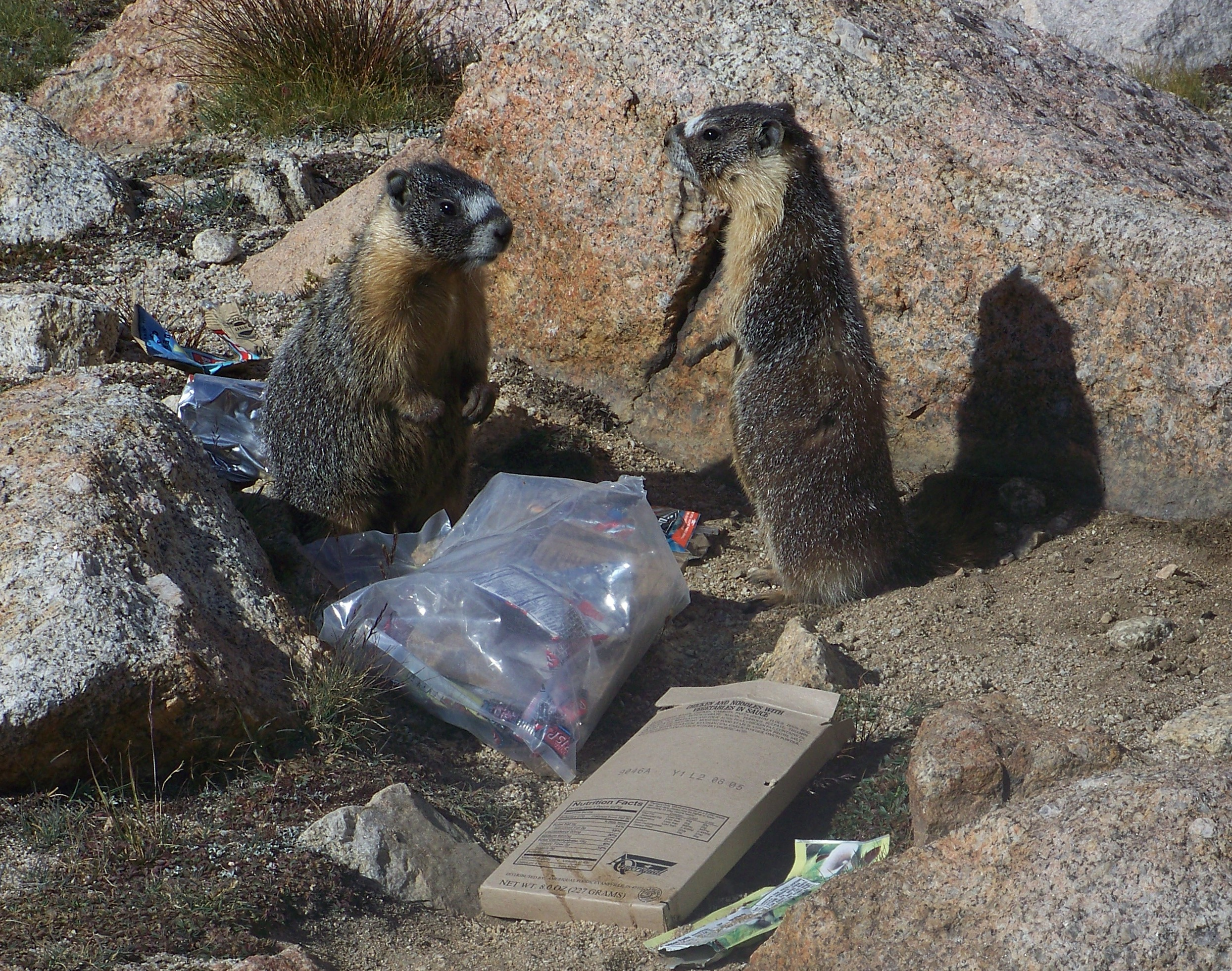